# Liste d'accidents aériens en 2023
Pour des articles plus généraux, voir Liste de listes d'accidents aériens et 2023 en aéronautique.
Voici la liste non exhaustive d'accidents et incidents aériens en 2023.

## Janvier
1. Le 2 janvier, une collision en vol entre deux hélicoptères Eurocopter EC130 du parc d'attraction Sea World au sud de Brisbane en Australie fait 4 morts et 8 blessés[1].
2. Le 11 janvier, la panne du système de la Federal Aviation Administration aux États-Unis retarde 32 578 vols et en annule 409 autres[2].
3. Le 15 janvier, l'ATR-72 du vol Yeti Airlines 691 s'écrase au Népal avec 72 personnes à son bord, il n'y a pas de survivants[3].Scène de l'accident d'hélicoptère du 18 janvier 2023.
4. Le 18 janvier, un hélicoptère Eurocopter EC225 Super Puma s'écrase à Brovary dans l'oblast de Kiev dans une école maternelle. Les 9 personnes à bord et 5 au sol sont tuées soit 14 morts dont 3 enfants et le ministre de l'intérieur ukrainien Denys Monastyrsky[4].
5. Le 27 janvier, un avion de transport Iliouchine Il-18 de NPP MIR Aviakompania utilisé par le Groupe Wagner est victime d'un incendie sur une base aérienne dans le chabiyah Al Marj en Libye[5].
6. Le 28 janvier, un chasseur Dassault Mirage 2000 et un Sukhoi Su-30 de la force aérienne indienne s'écrasent lors d'un exercice, après s'être vraisemblablement heurtés en vol, à proximité de la ville de Morena (Inde). Le pilote du Mirage 2000 est tué dans le crash[6].
7. Le 30 janvier, un chasseur F-4E Phantom II de la force aérienne grecque s'écrase à 25 milles marins au sud de la base aérienne d'Andravida lors d'un vol d'entraînement à basse altitude au-dessus de la mer Ionienne. L'officier des systèmes d'armes a été retrouvé mort le jour même[réf. nécessaire], le corps du pilote le 1er février[7].
8. Le 31 janvier, un chasseur Soukhoï Su-22M de la force aérienne vietnamienne s'écrase lors de son atterrissage à la base aérienne de Yên Bái, dans le nord du Vietnam. Le pilote est tué[8].

## Février
1. Le 3 février, un hélicoptère Bell-Garlick UH-1D converti en bombardier d'eau opérant pour la Corporación Nacional Forestal s'écrase à Galvarino (Chili). Les deux pilotes, un chilien et un bolivien, sont morts[9].
2. Le 3 février, un avion d'entrainement SIAI Marchetti SF.260 de la Force aérienne du Zimbabwe s'écrase près de Gweru après avoir heurté une ligne électrique. Les deux pilotes sont morts[10].
3. Le 5 février, un hélicoptère de manœuvre Oryx de la Force aérienne sud-africaine opérant pour la Mission de l'Organisation des Nations unies pour la stabilisation en république démocratique du Congo se fait attaquer alors qu'il se dirigeait a Goma. Un casque bleu sud-africain est tué, un autre blessé, l'hélicoptère parvient à atterrir à l'aéroport de Goma[11].
4. Le 6 février, vers 16h40 heure locale, un Boeing 737 bombardier d'eau de Coulson Aviation s'écrase dans le parc national de la rivière Fitzgerald (Australie-Occidentale) en voulant lutter contre un incendie. Les deux pilotes sont légèrement blessés[12].
5. Le 18 février, un Cessna 340 avec 4 personnes à bord s'écrase après son décollage de l'aéroport international de Bicol situé à Daraga aux Philippines[13].
6. Le 22 février, un avion d'affaires Beechcraft 200 s'écrase très peu de temps après son décollage de l'aéroport Clinton de Little Rock, dans l’État américain d’Arkansas[14], causant la mort de cinq personnes[15].Le Mil-171E après son accident à Baft le 23 février 2023.

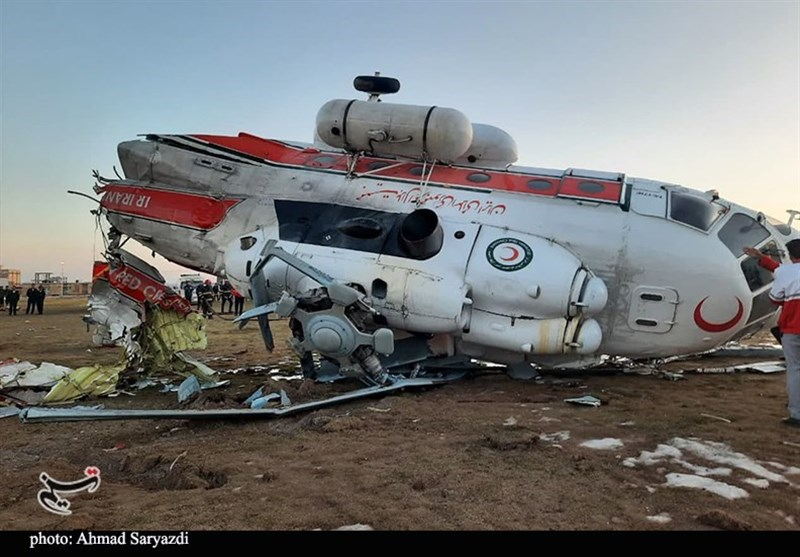
Le Mil-171E après son accident à Baft le 23 février 2023.

7. Le 23 février, un hélicoptère Mil Mi-171E du Croissant-Rouge iranien transportant 17 personnes dont le ministre des sports iranien s'écrase alors qu'il tentait d'atterrir sur un terrain de football à Baft. Une personne est tuée, les autres sont blessées[16].Enquêteurs du NTSB examinant l'épave du PC-12 de Guardian Flight à Dayton le 26 février 2023.

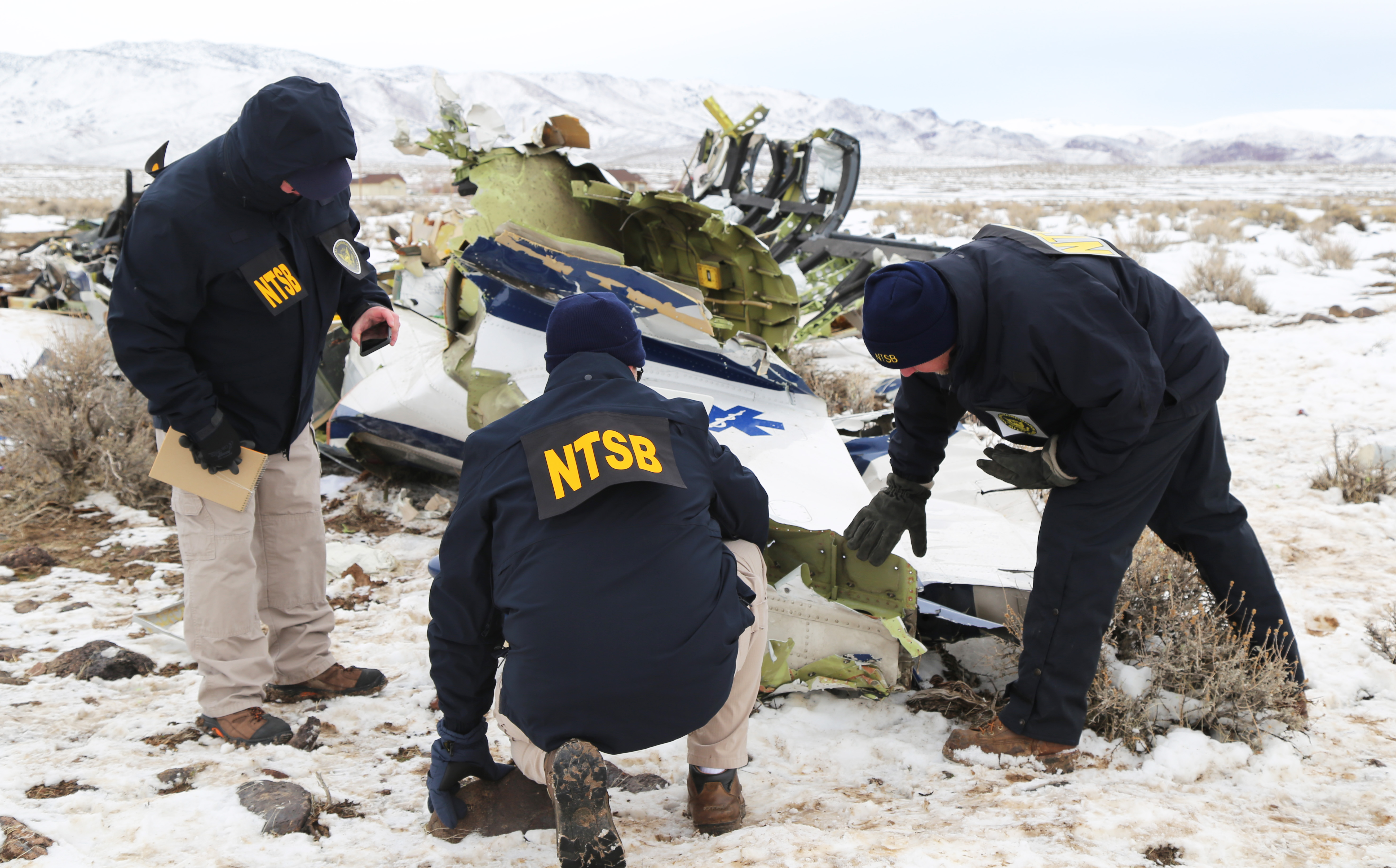
Enquêteurs du NTSB examinant l'épave du PC-12 de Guardian Flight à Dayton le 26 février 2023.

8. Le 24 février, un Pilatus PC-12 (N273SM) effectuant un transport médical entre Reno (Nevada) et Salt Lake City (Utah), opéré par Guardian Flight, s'écrase a 38 km de Reno. Les cinq personnes à bord sont mortes[17].

## Mars
1. Le 2 mars, un avion de transport militaire Il-76MD-90A destiné à l'armée de l'air russe est détruit lors d'un test de pression dans un hangar de l'usine Aviastar-SP (en) d'Oulianovsk en Russie. Une personne serait décédée et cinq autres seraient blessées[18].
2. Le 7 mars, deux avions légers SIAI-Marchetti S.205 (en) de la Aeronautica Militare italienne entrent en collision au dessus de l'aéroport de Guidonia, situé dans la ville métropolitaine de Rome Capitale, ou ils étaient basés. Les deux pilotes sont tués[19].
3. Le 31 mars, un hélicoptère AS350 Écureuil transportant 9 combattants des Forces démocratiques syriennes s'écrase dans le province de Dahuk dans le Kurdistan irakien alors que les conditions météorologiques sont mauvaises. Il n'y a pas de survivants[20].
4. Le 29 mars, deux hélicoptères  HH-60 Blackhawk de la 101e division aéroportée se sont écrasés dans le comté de Trigg, Kentucky, États-Unis. L'accident s'est produit vers 21h35 (heure locale) lors d'une mission d'entraînement de routine. Les neuf personnes à bord sont mortes[21].
5. Le 6 avril, un hélicoptère UH-60JA de la Force terrestre d'autodéfense japonaise s'écrase en mer au nord de Miyako-jima. Parmi les dix militaires à bord se trouve le lieutenant général commandant la 8e division[22]. Il n'y a pas de survivants.
6. Le 22 avril, un hélicoptère de combat Mil Mi-24D de l'Armée de l'air du Mali s'écrase sur deux maisons à Bamako[23]. Le bilan provisoire au 23 est de trois morts parmi l'équipage et huit blessés dont six en état grave parmi les civils au sol[24].
7. Le 26 avril, un avion de chasse MiG-31 russe s'écrase dans un lac dans l'oblast de Mourmansk. Les deux pilotes se sont éjectés[25].
8. Le 27 avril, deux hélicoptères de combat Boeing AH-64 Apache de l'United States Army Aviation Branch dépendant de la 11e division aéroportée entrent en collision près de Healy en Alaska[26]. Trois des pilotes sont morts, le 4e blessé[27].
9. Le 29 avril, un avion d'entrainement PAC CT/4 Airtrainer de la Force aérienne royale thaïlandaise s'écrase sur la base aérienne de Kamphaeng Saen dans le Amphoe Kamphaeng Saen. L'instructeur est tué et le pilote en formation gravement blessé[28].

## Mai
1. Le 1er mai, un Cessna 206 de la compagnie Avianline Charters a décollé d’Araracuara dans le département d'Amazonas (Colombie) à destination de San José del Guaviare en Amazonie colombienne. À son bord le pilote et six membres de la communauté autochtone Uitoto, un chef indigène et une mère avec ses quatre enfants. Il s'écrase dans la jungle peu après le décollage, les trois adultes sont retrouvés morts[29], les enfants ont été retrouvés vivants le 9 juin 2023[30].
2. Le 8 mai, un chasseur Mikoyan-Gourevitch MiG-21 de la force aérienne indienne s'écrase sur une maison de la ville de Hanumangarh. Trois personnes sont tuées au sol et trois autres blessées, le pilote est sauf[31].
3. Le 15 mai, un avion d'affaires Learjet 35A de GFD, filiale d'Airbus, s'écrase au décollage de la base aérienne de la Luftwaffe d'Hohn (Schleswig-Holstein). Les deux pilotes sont morts[32].
4. Le 20 mai, un chasseur EF-18 Hornet de l'Armée de l'air et de l'espace espagnole s'écrase sur la base aérienne de Saragosse lors d'un meeting[33]. Le pilote s'est éjecté[34].

## Juin
1. Le 4 juin, un avion d'affaires Cessna 560 Citation V décollant de Elizabethton dans le Tennessee s'écrase en zone montagneuse près de la Blue Ridge Parkway et de la ville de Staunton (Virginie). Les quatre personnes à bord sont mortes. Le pilote était inconscient plusieurs dizaines de minutes avant l'accident[35].
2. Le 7 juin, un hélicoptère de l'armée de l'air tunisienne, peut-être un AB 205[36], s'écrase en mer la nuit au large du Cap Serrat, près de Bizerte avec quatre personnes à bord. Il n'y a pas de survivants[37].
3. Le 11 juin, un hélicoptère de transport Boeing MH-47 Chinook de l'United States Army Aviation est accidenté dans le nord-est de la Syrie lors de son atterrissage. Vingt-deux militaires américains sont blessés, quinze sont évacués vers des installations médicales en dehors de la Syrie[38].
4. Le 20 juin, un hélicoptère de transport CH-147F Chinook transportant quatre membres du 450e Escadron tactique d'hélicoptères de l'Aviation royale canadienne s'écrase dans la rivière des Outaouais, près de la garnison Petawawa (Ontario). Deux militaires sont tués et deux autres blessés[39].
5. Le 23 juin, lors du 2023 SAM Air Cessna 208 Caravan crash (en), un avion Cessna 208 Caravan s'écrase dans le Kabupaten de Yalimo en  Indonésie. Les six personnes à bord sont mortes.Le Cessna 208 écrasé le 23 juin 2023.

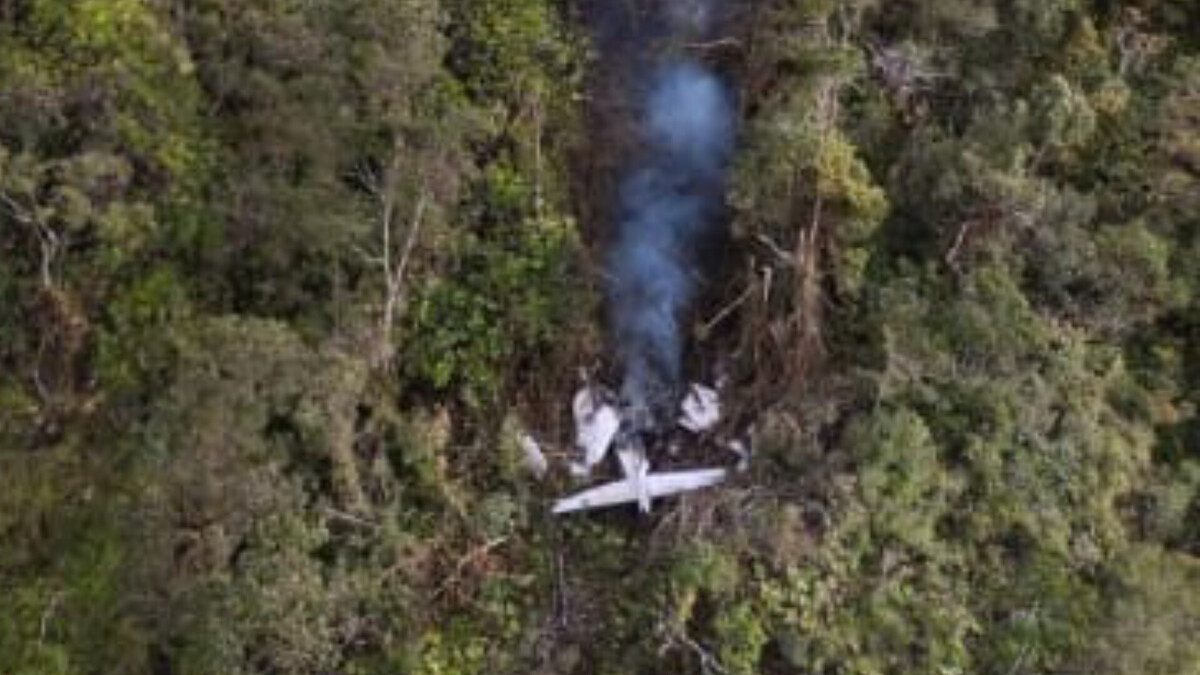
Le Cessna 208 écrasé le 23 juin 2023.

6. Le 23 juin, un employé de 27 ans travaillant dans l'aéroport international de San Antonio est avalé par un réacteur d'un Airbus A319 de la compagnie Delta Airlines. L'enquête conclut à un suicide[40].

## Juillet
1. Le 8 juillet, un avion d'affaires de location Cessna Citation II décollant de Las Vegas s'écrase à l'approche de French Valley Airport (en) dans le comté de Riverside. Les six occupants sont morts[41].
2. Le 11 juillet, un hélicoptère H125 Ecureuil (AS 350B3e) de la compagnie Manang Air avec cinq touristes mexicains et un pilote népalais s'écrase dans le District de Solukhumbu au Népal. Les six occupants sont morts[42].
3. Le 17 juillet, un avion d'attaque au sol russe Soukhoï Su-25 s'écrase en Mer d'Azov près du rivage de Ieïsk. Le pilote est mort après son éjection[43].
4. Le 17 juillet, un avion Cessna 208 avec trois personnes à bord s'écrase sur un hangar ou se trouvaient treize personnes à l'aéroport de Chrcynno en Pologne. Cinq personnes sont mortes dont le pilote  et huit autres ont été blessées[44]
5. Le 19 juillet, un avion Cessna 210 Centurion (en) s'écrase près de San Luis de Gaceno en Colombie. Le pilote et les cinq passagers, membres du parti centre démocratique dont des élus sont morts[45].
6. Le 20 juillet, un hélicoptère Bell 205 gréé en bombardier d'eau s'écrase près de Rivière-la-Paix en luttant conte les feux de forêt de 2023 en Alberta. Le pilote est mort[46].
7. Le 23 juillet, un avion civil Antonov, peut-être un Antonov An-26 s’est écrasé au décollage de l’aéroport de Port-Soudan. Neuf occupants sont morts dans l’accident et un enfant a été blessé[47].
8. Le 25 juillet, un bombardier d'eau Canadair CL-215 de la force aérienne grecque s'écrase en luttant contre un incendie au sud de l'île d'Eubée. Les deux pilotes sont morts[48].
9. Le 26 juillet, un chasseur-bombardier F-15SA de la force aérienne royale saoudienne s'écrase dans la zone d'entrainement de la base aérienne de Khamis Mushait dans le sud de l'Arabie Saoudite. Les deux pilotes sont morts[49].
10. Le 27 juillet, un hélicoptère Mil Mi-8 d'une compagnie touristique s'écrase dans la République de l'Altaï en Sibérie. Il y a au moins quatre morts et dix blessés[50].
11. Le 28 juillet, un hélicoptère Taipan MRH-90 de la Australian Army s’écrase au large de l’Île Hamilton (Queensland) avec quatre personnes à bord[51].
12. Le 29 juillet, un North American AT-6D Texan s'écrase dans le lac Winnebago en marge du meeting aérien AirVenture à Oshkosh (Wisconsin, USA). La pilote et son passager meurent dans l'accident[52].

## Août
1. Le 5 août, un warbird Nanchang CJ-6 s'écrase à l'approche d'un aéroport de Falcon, Colorado (en) près de Colorado Springs. Le pilote est tué[53].
2. Le 6 août, un hélicoptère Bell 407 du California Department of Forestry and Fire Protection (en) entre en collision avec un hélicoptère bombardier d'eau Sikorsky S-64 Skycrane (en), version civile du Sikorsky CH-54, à Cabazon en Californie, en luttant contre un incendie. Le Bell 407 s'écrase, les trois pompiers à bord sont tués. Le S-64 parvient à atterrir et son équipage est sauf[54].
3. Le 7 août, un avion d'entrainement Nanchang CJ-6 de l'Armée de l'air srilankaise s'écrase en phase de décollage lors d'un vol d'essai de la China Bay Airport (en) près de la ville de Trinquemalay. Le pilote et l'ingénieur à bord décèdent[55].
4. Le 8 août, un hélicoptère de manœuvres Eurocopter EC725 Caracal, de l'Aviation navale brésilienne s'écrase dans la région de Formosa (Goiás) au centre du Brésil lors d'un exercice de dépose d'un commando. Deux membres d’équipages, dont un des deux pilotes, sont décédés tandis que neuf autres militaires brésiliens ont été blessés dont deux avec le pronostic vital engagé[56].
5. Le 13 août, un warbird MiG-23UB s'écrase lors du Thunder Over Michigan airshow à Ypsilanti (Michigan). Les deux personnes à bord se sont éjectées et s'en sortent saines et sauves[57].
6. Le 14 août, un hélicoptère Mil Mi-171 de la Force aérienne nigériane en mission d'évacuation sanitaire est abattu vers 13h10 dans le village de Chukuba, dans la zone de Shiroro dans l'État de Niger au Nigeria. Le pilote est tué[58].
7. Le 14 août, un avion d'entrainement Aero L-39 Albatros de la force aérienne russe s'écrase avant son atterrissage sur la base aérienne d'entrainement Khanskaya près de la ville de Maïkop. Le Polkovnik commandant la base aérienne est mort, un second pilote à survécu[59].
8. Le 15 août, un avion de tourisme Robin DR-400 piloté par le journaliste Gérard Leclerc qui allait de Loudun (Vienne) à La Baule s'écrase dans le fleuve Loire à Lavau-sur-Loire, dans le département français de la  Loire-Atlantique. Le pilote et les deux occupants de l'appareil, parmi lesquels Michèle Monory, la fille de l'ancien ministre et président du Sénat René Monory, meurent dans l'accident[60],[61].
9. Le 17 août, un avion d'affaires Beechcraft Premier I s'écrase sur une autoroute près de la ville de Shah Alam, dans l'état de Selangor en Malaisie, provoquant la mort des huit personnes à bord et de deux personnes au sol[62].
10. Le 19 aout 2023, un bombardier Tupolev Tu-22M de l'aviation à long rayon d'action russe est détruit sur la base aérienne Soltsy-2 par un drone ukrainien. On spécule sur un second appareil endommagé[63].
11. Le 23 août, un avion privé Embraer Legacy 600 s'écrase près de la commune urbaine de Koujenkino dans l'oblast de Tver en Russie. Les dix occupants, dont trois membres d'équipage, et trois principaux responsables de la société paramilitaire russe Wagner, dont Evgueni Prigojine et Dmitri Outkine, sont morts dans l'accident[64].
12. Le 23 août, un hélicoptère des Forces aériennes libanaises s'écrase en forêt près du village d'Hammana. Deux officiers sont morts et un troisième blessé[65].
13. Le 25 août, deux avions d’entrainement Aero L-39 Albatros de la force aérienne ukrainienne entrent en collision dans l'Oblast de Jytomyr. Trois pilotes sont tués[66].
14. Le 25 août, un avion de chasse F/A-18 Hornet de l'United States Marine Corps Aviation s'écrase près de la base aéronavale de Marimar en Californie. Le pilote est tué[67].
15. Le 27 août, un Bell Boeing MV-22B Osprey de l'United States Marine Corps Aviation s'écrase sur l'Île Melville (Australie) avec 23 personnes à bord. Le bilan est de trois morts et cinq hospitalisés[68].
16. Le 28 août, un hélicoptère Eurocopter EC135 des services de secours incendie du bureau du shériff du Comté de Broward s'écrase à la suite d'un incendie moteur sur un immeuble d'appartement à Pompano Beach en Floride. Une personne est morte dans l'appareil, une autre dans l'immeuble. Quatre autres sont blessées[69].
17. Le 29 août, un hélicoptère Mil Mi-8 du Service fédéral de sécurité de la fédération de Russie s'écrase dans l'oblast de Tcheliabinsk en Russie. Les trois personnes à bord sont mortes[70].

## Septembre
1. Le 3 septembre, Guinée : un avion heurte une moto sur la piste de l’aéroport de Conakry : deux morts

1. Le 9 septembre, un avion d'attaque Soukhoï Su-25 de l'armée de l'air du Mali s'écrase au nord de Gao, le pilote s'est éjecté. La Coordination des mouvements de l'Azawad déclare l'avoir abattu[71].
2. Le 12 septembre, un avion d'attaque Soukhoï Su-24 de l’armée de l’air russe s'écrase dans l'Oblast de Volgograd, les deux pilotes sont tués[72].
3. Le 12 septembre, lors du vol Ural Airlines 1383, un avion de ligne Airbus A320 de la compagnie aérienne russe Ural Airlines devant relier Sotchi a Omsk effectue un atterrissage d'urgence dans un champ dans l'oblast de Novossibirsk à la suite d’un incident hydraulique. Il y a quatre blessés légers parmi les 170 personnes à bord[73].
4. Le 14 septembre, un avion d'affaires privé Learjet 45 XR s'écrase lors de son atterrissage à l'aéroport international Chhatrapati-Shivaji de Bombay. Les deux pilotes et les six passagers sont blessés.
5. Le 16 septembre, un Aermacchi MB-339 de la patrouille acrobatique Frecce Tricolori s'écrase près de l'aéroport de Turin-Caselle. Une pièce incandescente de l'avion s'est détachée et a frappé une voiture tuant une fillette de cinq ans. Son frère de neuf ans serait gravement blessé, tandis que ses deux parents et le pilote qui s'est éjecté ont eux aussi été blessés, mais aucun d'entre eux ne se trouverait dans un état grave, selon les médias.
6. Le 17 septembre, un avion de transport régional Embraer EMB 110 manque son atterrissage à l'aéroport de Barcelos dans l'état de Amazonas (Brésil), entraînant la mort des douze passagers et de ses deux membres d’équipage[74].
7. Le 17 septembre, un chasseur F-35B de la VMFAT-501 de l'United States Marine Corps Aviation s'écrase dans le comté de Williamsburg après l'éjection de son pilote près de la ville de North Charleston à environ une centaine de km de sa base. L'épave est retrouvée le lendemain[75].
8. Le 18 septembre, un hélicoptère Bell UH-1 Iroquois de la Force aérienne du Kenya s'écrase lors d'une patrouille de nuit dans le comté de Lamu au Kenya. Les huit militaires des forces armées kényanes à bord ont péri[76].
9. Le 20 septembre, un chasseur Soukhoï Su-34 de la force aérienne russe, immatriculé 5 Rouge, RF-95806, s'écrase dans l'oblast de Voronej. Les deux pilotes se sont éjectés[77].
10. Le 20 septembre, un chasseur KF-16 de la force aérienne de la République de Corée s'écrase au décollage de la Seosan Air Base (en) dans la province de Chungcheong du Sud. Le pilote s'est éjecté[78].
11. Le 23 septembre, un avion de transport Iliouchine Il-76, donné a l'armée de l'air malienne la semaine précédente, rate son atterrissage à l'aéroport de Gao et s'enflamme en bout de piste[79],[80]. Au 24, alors qu'il n'y a aucun communiqué de la junte au pouvoir au Mali, Michel Yakovleff déclare que l'appareil a été affrété par le Mali et le Groupe Wagner et que les 140 passagers et 7 membres d'équipages sont morts[81]. Une autre source indique que plusieurs blessés ont été évacués par un autre avion[82].

## Octobre
1. Le 5 octobre, un drone TAI Anka-S du Millî İstihbarat Teşkilatı turc[83] est abattu par un chasseur F-16C de l’USAF au nord-est de Hassaké en Syrie car s'approchant trop près de militaires américains[84].
2. Le 10 octobre, au matin, un avion d'entraînement Aermacchi MB-339C de la société SDTS s’est écrasé peu après son décollage depuis l’aéroport de Nîmes-Garons, Les deux pilotes à bord se sont éjectés[85].
3. Le 12 octobre, un avion de tourisme Robin DR400 s'est abîmé en mer au large de Propriano (Corse-du-Sud) en fin d'après-midi. Les quatre personnes à bord sont mortes[86].
4. Le 20 octobre, un avion de transport militaire Iliouchine Il-76MD de l'armée de l'air russe s'écrase à minuit au décollage de la Hisar Air Base (en) près de Dushanbe au Tajikistan. Les huit membres d'équipage sont sains et saufs[87].
5. Le 29 octobre, l'aéroport de Makhatchkala au Daguestan en Russie doit fermer après l'intrusion de manifestants propalestiniens[88] jusqu'au 6 novembre[89].
6. Le 29 octobre, un avion-taxi Cessna 208B Grand Caravan s'écrase dans une zone très boisée peu après son décollage de l'aéroport international de Rio Branco à Rio Branco (Acre) au Brésil. Les douze occupants ont péri dans l'accident[90].

## Novembre
1. Le 1er novembre, un avion ambulance Learjet 35 rate son atterrissage à l'aéroport de Cuernavaca. Les 4 personnes à bord sont tuées[91].
2. Le 10 novembre, un hélicoptère MH-60 du 160th Special Operations Aviation Regiment (Airborne) s'écrase en Méditerranée orientale au sud de Chypre. Les 5 personnes à bord sont tuées[92].
3. Le 12 novembre, un warbird Aero L-29 Delfin s'écrase lors d'un spectacle aérien à Villa Canas en Argentine, entraînant la mort des deux pilotes[93].
4. Le 16 novembre, deux avions de contre-insurrection Embraer EMB 314 Super Tucano, du 21e escadron de l'armée de l'air indonésienne, s'écrasent dans le Parc national de Bromo-Tengger-Semeru à Java oriental, tuant quatre officiers[94].
5. Le 29 novembre 2023, un CV-22B Osprey de l'Air Force Special Operations Command[95] s'écrase en mer à un kilomètre au large de l’île de Yakushima dans le sud du Japon avec huit personnes à bord; il n'y a pas de survivants[96].

## Décembre
1. Le 1er décembre, un avion léger Piper PA-32-260 Cherokee Six missionné par la Région Guadeloupe s'écrase en mer deux minutes après son décollage de l’aérodrome de Terre-de-Haut (île des Saintes). Les cinq personnes à bord sont mortes[97].
2. Le 4 décembre, un avion d'entrainement Pilatus PC-7 Mk II de la force aérienne indienne s'écrase dans le district de Medak en Inde. Les deux pilotes sont morts[98].
3. Le 4 décembre, un avion-école Piper PA-30 Twin Comanche (en), immatriculé F-BPIR, s'écrase dans le jardin d'une copropriété à Villejuif, Val-de-Marne. Les trois personnes à bord sont blessées[99].
4. Le 5 décembre, accident d'un Bell 412 de l'armée guyanienne (en) en Guayana Esequiba[100]. Sur sept personnes à son bord, 5 sont mortes.
5. Le 11 décembre, un chasseur F-16 de la 8e Escadre de chasse de l'USAF s'écrase en mer Jaune, le pilote a été secouru par la marine sud-coréenne[101].
6. Le 12 décembre, un avion de transport Iliouchine Il-76 russe est détruit lors d'une attaque sur la base aérienne d'Al-Joufra en Libye[102].
7. Le 22 décembre, un avion d'affaires Gulfstream III  décollant de l’aéroport de Canouan dans les Grenadines avec un pilote et trois passagers disparaît après six minutes de vol. Au 24 décembre, les autorités locales sont extrêmement discrètes à ce sujet et l'identité des passagers n'est pas rendue publique[103].
8. Le 27 décembre, un avion d'entrainement North American T-2 Buckeye de la Force aérienne grecque s'écrase juste après son décollage de l'aéroport de Kalamata. Le pilote est mort[104].

Cette liste est en cours. Dernière mise à jour: 07/01/2024